# Giovanni Martini (pittore)
Giovanni Martini (Udine, tra il 1470 ed il 1475 – Udine, 30 settembre 1535) è stato un pittore italiano.
È, assieme a Pellegrino da San Daniele, uno dei principali esponenti del primo Rinascimento in Friuli.

## Biografia

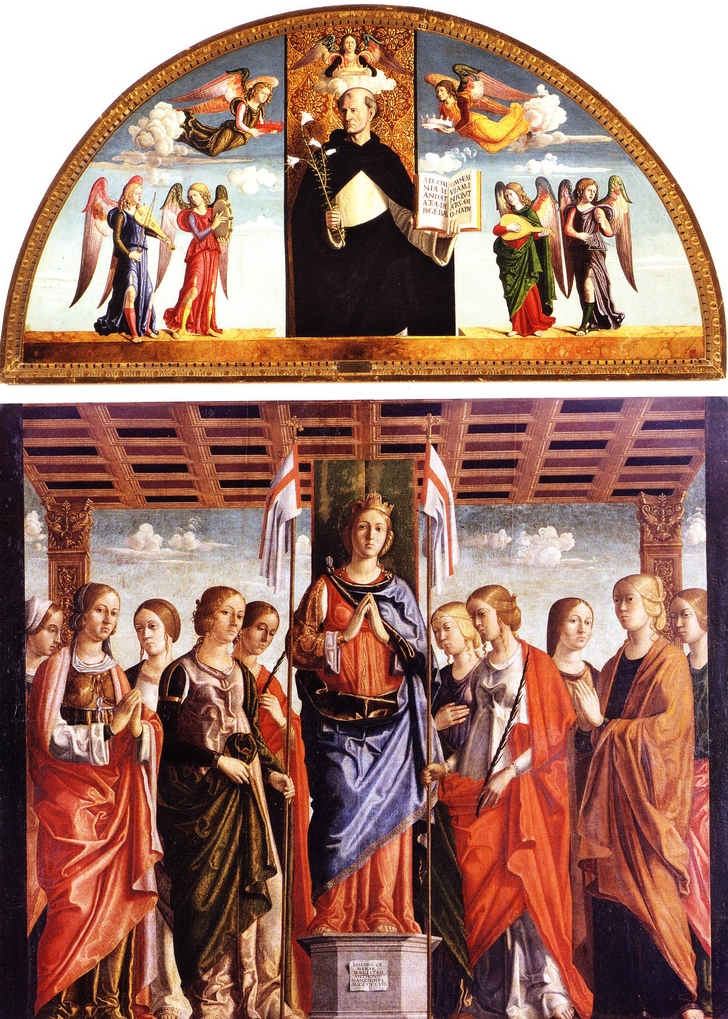
Pala di santa Orsola, la parte inferiore è conservata alla Pinacoteca di Brera, mentre quella superiore è conservata Musei Civici di Udine.

Proveniente da una famiglia di artisti, era figlio di Martino e nipote di Domenico Mioni da Tolmezzo.
Per molti anni era stato identificato come il pittore, sempre di origine udinese, che si firmava come Giovanni Battista e che operava in Udine e nel Friuli negli anni tra la fine del XV e l'inizio del XVI secolo. Attualmente tale opere si considerano lavori di Giovanni Battista da Udine, pittore di più stretta osservanza vivarinesca.
La prima opera certa è il dipinto San Marco e i santi Giovanni Battista, Stefano, Girolamo, Ermacora, Antonio abate ed il beato Bertrando, che si trova nel Duomo di Udine nella cappella di San Marco. La pala risale al 1501 ed è firmata dall'autore. Il dipinto era sicuramente già ultimato e posizionato in data 12 luglio 1501 quando, in una lettera del decano del capitolo del duomo di Udine, Giacomo Gordino, al patriarca di Aquileia Domenico Grimani, l'opera fu molto criticata per l'aspetto marziale dato a san Marco dove, probabilmente, è da riconoscersi il ritratto del luogotenente Antonio Loredan.

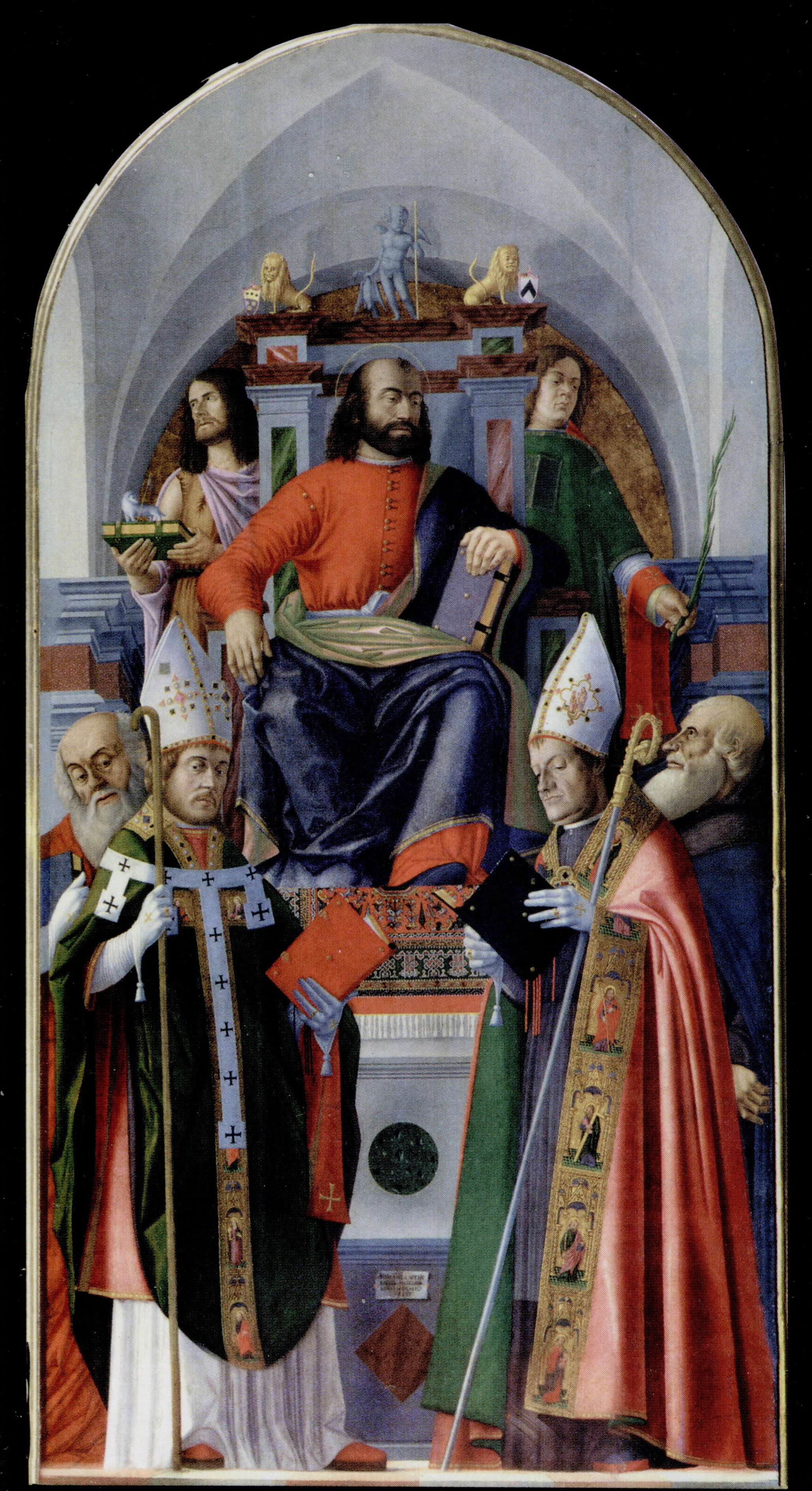
Duomo di Udine - Cappella di San Marco - San Marco e i santi Giovanni Battista, Stefano, Girolamo, Ermacora, Antonio abate ed il beato Bertrando.

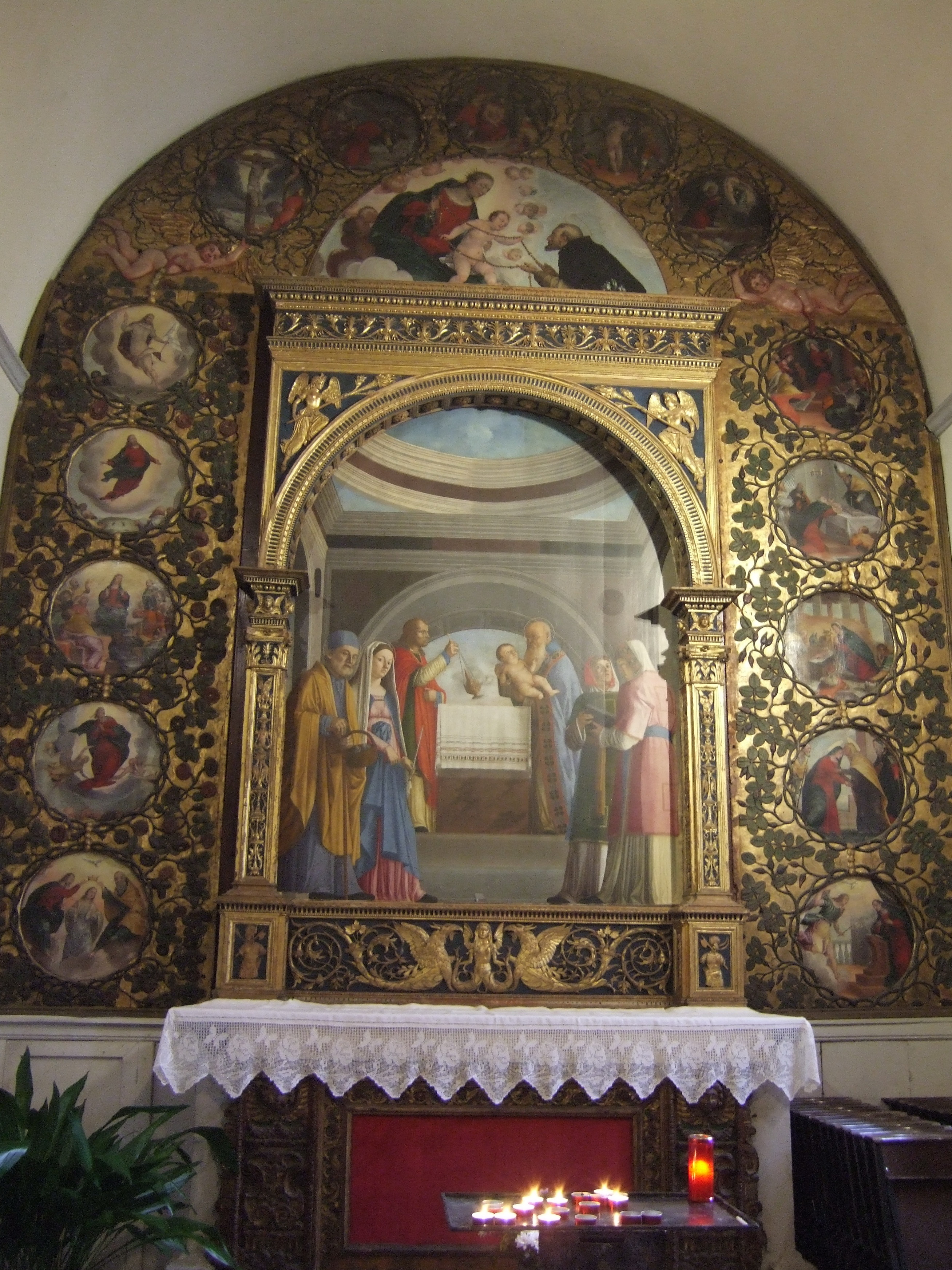
Duomo di Spilimbergo - Presentazione al Tempio.

Le sue principali opere della maturità sono:
- Sacra famiglia con Simeone (Museo Correr - Venezia - 1498)
- San Marco e i santi Giovanni Battista, Stefano, Girolamo, Ermacora, Antonio abate ed il beato Bertrando (Duomo di Udine - 1501);
- San Domenico, 1503 - 1507, tela/ pittura a olio, Civici musei e gallerie di storia e arte Castello di Udine
- Pala di sant'Orsola (eseguita verso il 1507 per la chiesa udinese di San Pietro Martire ad Udine e oggi divisa fra la Pinacoteca di Brera di Milano "Sant'Orsola tra le Vergini"[2], i Musei Civici di Udine "Lunetta di San Domenico"[3] ed una collezione privata);
- Presentazione al Tempio (Duomo di Portogruaro - 1515);
- la pala di Santa Maria in Collevillano (conservata nella chiesa omonima presso Faedis, perduta - 1522);
- Presentazione al tempio (Duomo di Spilimbergo - 1530 ca.).
- Madonna con Bambino e Santi (National Gallery), Londra - 1500-1520[4])

In questi lavori, che risentono comunque di modelli prospettici derivati da frequentazioni con Alvise Vivarini e Cima da Conegliano, si trovano legami con le tradizioni arcaiche friulane.
Dello stesso gusto tradizionale sono le opere scultoree, a cui Giovanni Martini si dedicò solo dopo il 1507, cioè quando ereditò la bottega dopo la morte del padre e dello zio. Si cimentò soprattutto nella produzione di altari lignei ed anche in questa produzione portò un tocco di novità proveniente da Venezia, innovando in senso rinascimentale il tradizionale altare gotico tipico del Friuli del tempo. Del 1515 è il completamento dell'altare ligneo della chiesa di santa Maria del Grazie a Prodolone (frazione di San Vito al Tagliamento). Nella scansione impostata delle statue si nota ancora un forte collegamento ai manufatti quattrocenteschi della tradizione della scuola tolmezzina. L'artista fu abile nella lavorazione del legno e numerose sono le opere d'arte della sua bottega che si possono ammirare nella regione del Friuli Venezia Giulia ("Statua di San Floriano" presso palazzo Campeis - Fondazione museo carnico delle arti popolari Michele Gortani di Tolmezzo, "Polittico della Madonna con il Bambino e i Santi Pietro e Giovanni Battista" e "San Pietro in Cattedra" presso il Palazzo Arcivescovile di Udine - Museo diocesano d'arte sacra e gallerie del Tiepolo, "Gruppo scultoreo Madonna con Bambino in trono" presso il Museo diocesano di arte sacra di Pordenone etc.).
Il più rappresentativo altare ligneo della produzione di Martini è quello di Mortegliano, terminato nel 1526, dove fu pagato per l'imponente lavoro la cifra allora enorme di 1180 ducati. L'altare è alto più di cinque metri ed è il più grande del Friuli; è composto da circa 60 statue, non più divise in registri e limitate a singole celle, ma vi è una completa unità spaziale: come si può notare, ad esempio, nel gruppo della Pietà e della Dormitio Virginis. È considerato non solo il capolavoro dell'artista, ma anche una delle più alte espressioni della
scultura lignea rinascimentale.
Altri esempi si trovano nelle chiese parrocchiali di Faedis e di Remanzacco e nella chiesa di Santa Maria delle Grazie a Prodolone, frazione di San Vito al Tagliamento.

### Altari lignei

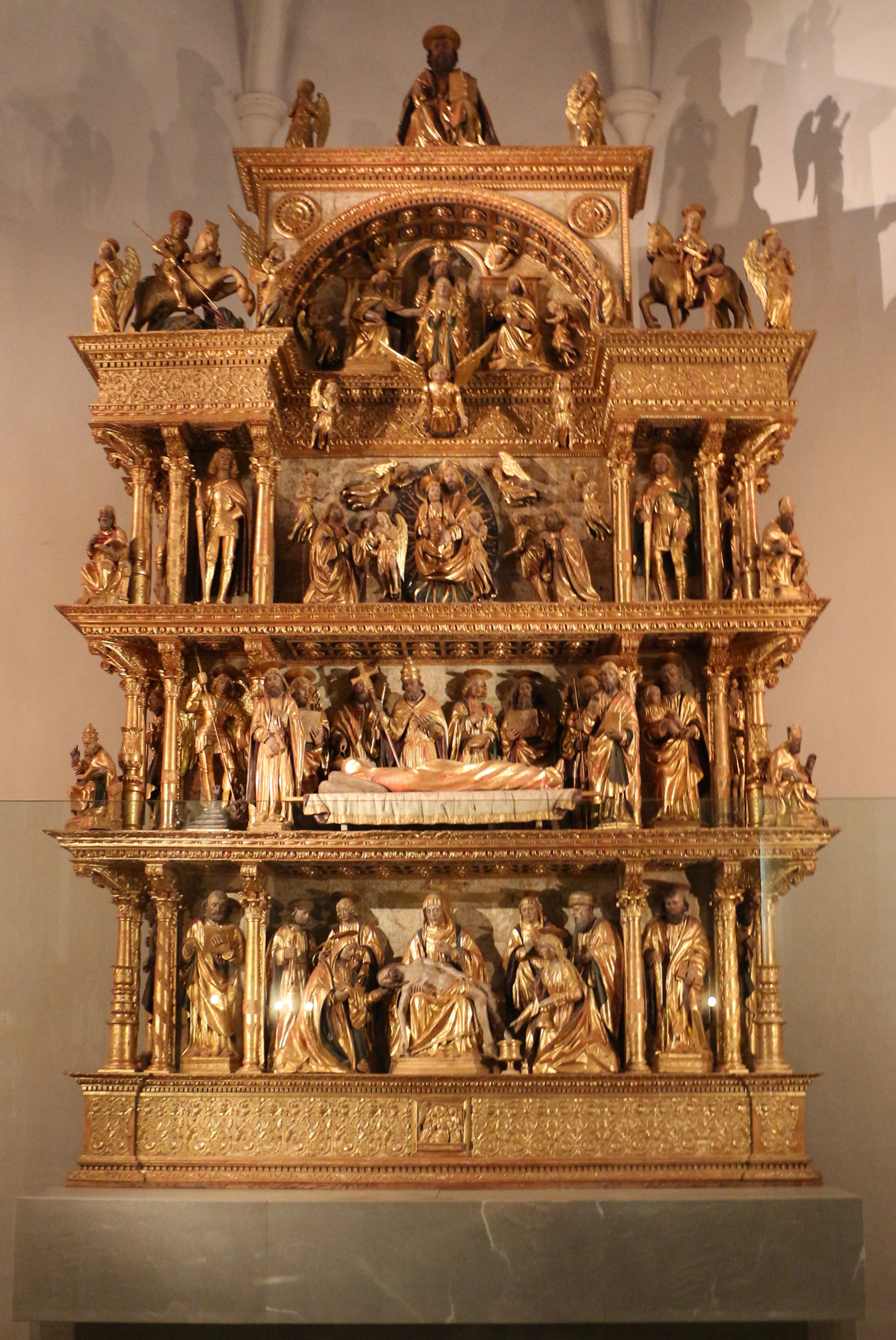
L'altare ligneo di Mortegliano.
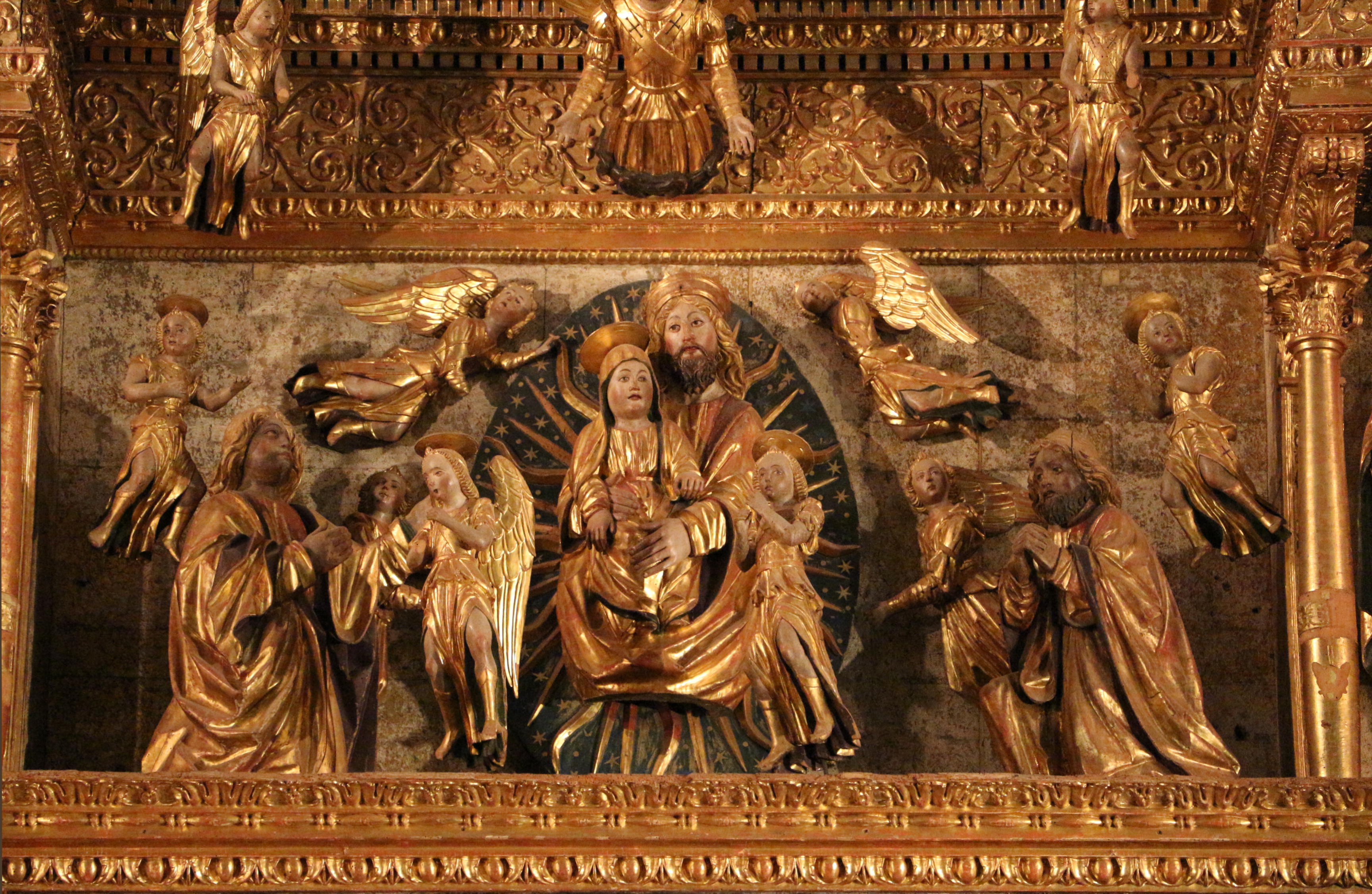
Particolare dell'altare ligneo di Mortegliano con la Dormitio Virginis.
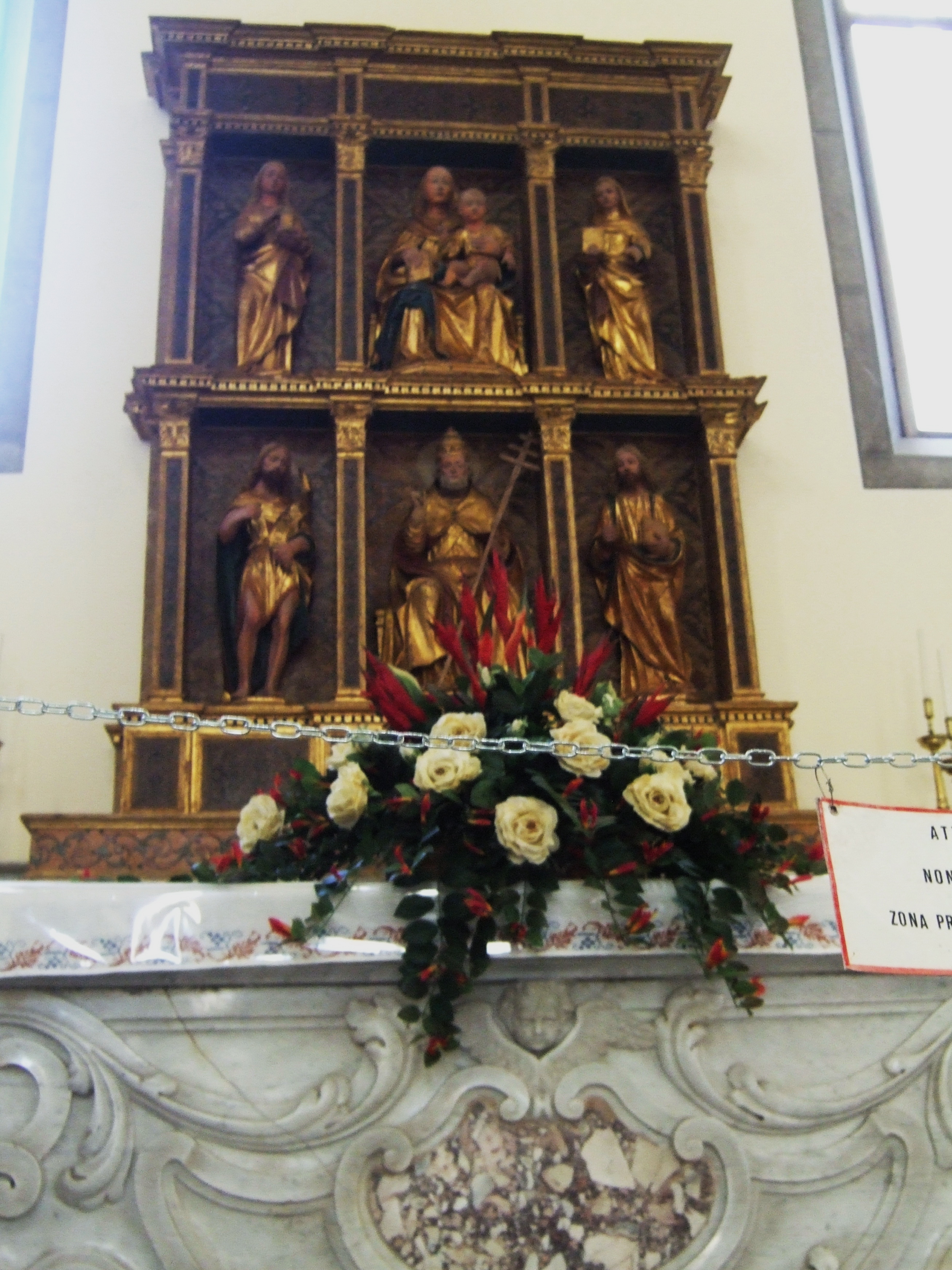
L'altare ligneo di Faedis.
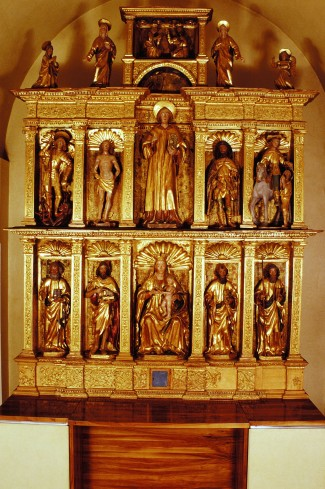
L'altare ligneo di Remanzacco.
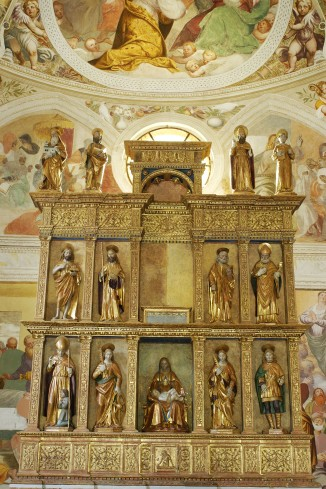
L'altare ligneo della chiesa di Santa Maria delle Grazie a Prodolone.